# Gunung Bira
Gunung Bira är ett berg i Indonesien.   Det ligger i provinsen Sumatera Utara, i den västra delen av landet, 1 500 km nordväst om huvudstaden Jakarta. Toppen på Gunung Bira är 1 083 meter över havet, eller 291 meter över den omgivande terrängen. Bredden vid basen är 4,1 km.
Terrängen runt Gunung Bira är bergig västerut, men österut är den kuperad.Runt Gunung Bira är det glesbefolkat, med 11 invånare per kvadratkilometer. Det finns inga samhällen i närheten. I omgivningarna runt Gunung Bira växer i huvudsak städsegrön lövskog.